# Gjessinggård
Gjessinggaard er en gammel sædegård som ligger i Tvede Sogn, Nørhald Herred, Randers Amt, Randers Kommune. Den barokke hovedbygning er opført i 1747.
Historisk træder gården først sikkert frem i 1473, da den ejedes af lensmanden på Kalø, Oluf Friis. Herregården var i slægten Von Folsachs eje fra 1734 til 1977.
Gjessinggård Gods med Vestervang er på 770 hektar, heraf 550 hektar landbrug og 220 hektar skovbrug. 

## Ejere af Gjessinggaard
- (før 1473) Philip Ottesen Munk Lange
- (1473-1500) Oluf Friis
- (1500) Birgitte Ottesdatter Munk Lange
- (1500-1504) Niels Munk
- (1504) Birgitte Ottesdatter Munk Lange
- (1504-1546) Otto Nielsen Munk
- (1546) Kirsten Nielsdatter Juel gift Munk
- (1546-1568) Niels Ottesen Munk
- (1568-1612) Christen Nielsen Munk
- (1612) Kirsten Nielsdatter Munk gift Krag
- (1612-1618) Henrik Krag
- (1618) Kirsten Nielsdatter Munk gift Krag
- (1618-1627) Iver Juul
- (1627-1648) Malte Iversen Juul
- (1648-1651) Anne Ramel gift Juul
- (1651-1661) Margrethe Maltesdatter Juul gift Podebusk
- (1661-1700) Mourids Podebusk
- (1700-1713) Anne Mouridsdatter Podebusk
- (1713-1733) Gothard Johansen Braem
- (1733-1734) Gothard Johansen Braems dødsbo
- (1734-1758) Hans von Folsach
- (1758-1759) Hans von Folsachs dødsbo
- (1759-1793) Christian Frederik von Folsach
- (1793-1830) Hans von Folsach
- (1830-1838) Hans von Folsach / Johannes von Folsach
- (1838-1878) Johannes von Folsach
- (1878-1894) Hans Frederik Johannes Peter von Folsach
- (1894-1957) Christian Caspar von Folsach
- (1957-1977) Hans Michael von Folsach
- (1977-) Peter Emil greve Bernstorff